# Lonchaea carpathica
Lonchaea carpathica är en tvåvingeart som beskrevs av Nikolai Vasilevich Kovalev 1974. Lonchaea carpathica ingår i släktet Lonchaea och familjen stjärtflugor.
Artens utbredningsområde är Ukraina. Inga underarter finns listade i Catalogue of Life.